# Consejo de Defensa y Seguridad Nacional de Ucrania
El Consejo de Defensa y Seguridad Nacional de Ucrania (NSDC; en ucraniano: Рада національної безпеки і оборони України: , RNBO o RNBOU) es un cuerpo estatal de consejo para el presidente de Ucrania.
Es una agencia estatal con la tarea de desarrollar y coordinar una política de seguridad nacional en asuntos locales e internacionales para asesorar al Presidente de Ucrania (actualmente Volodímir Zelenski). Todas las sesiones del consejo tienen lugar en el Edificio de Administración Presidencial. La afiliación de la agencia está determinada por el presidente, pero debe incluir al Primer ministro de Ucrania, al Ministro de Defensa, al Ministro del Interior, y al Ministro de Asuntos Exteriores. El consejo está dirigido por el secretario Oleksiy Danílov desde el 3 de octubre de 2019.
Desde 2014, el organismo ha recibido competencias ampliadas, incluyendo la imposición de sanciones. Durante la presidencia de Volodímir Zelenski, a partir de 2021, el Consejo de Seguridad Nacional y Defensa de Ucrania (RNBO) ha utilizado activamente las sanciones contra ciudadanos ucranianos, lo que ha generado críticas por parte de defensores de los derechos humanos y juristas, quienes consideran esta práctica contraria a los principios del Estado de derecho y políticamente motivada.

## Composición actual
A partir de febrero de 2022, el Consejo de Defensa y Seguridad Nacional consta de los miembros siguientes:
| Nombre               | Título                                                                            |
| -------------------- | --------------------------------------------------------------------------------- |
| Volodímir Zelenski   | Presidente de Ucrania y Presidente del NSDC                                       |
| Oleksiy Danílov      | Secretario del NSDC                                                               |
| Denýs Shmyhal        | Primer ministro de Ucrania                                                        |
| Oleksii Réznikov     | Ministro de Defensa                                                               |
| Dmytró Kuleba        | Ministro de Asuntos Exteriores                                                    |
| Serhiy Márchenko     | Ministro de Finanza                                                               |
| Denýs Monastyrski    | Ministro del Interior                                                             |
| Herman Halúschenko   | Ministro de Energía                                                               |
| Yulia Lapútina       | Ministro para Asuntos de Veteranos                                                |
| Valerii Zaluzhnyi    | Comandante en Jefe de las Fuerzas armadas ucranianas                              |
| Iván Bakánov         | Jefe del Servicio de Seguridad ucraniano                                          |
| Iryna Venedíktova    | Fiscal General de Ucrania                                                         |
| Andriy Yermak        | Cabeza de la Oficina del Presidente de Ucrania                                    |
| Anatoliy Zahorodniy  | Presidente de la Academia Nacional de Ciencias de Ucrania                         |
| Oleksandr Lytvynenko | Presidente del Servicio de Inteligencia Extranjera de Ucrania                     |
| Pavló Ryabikin       | Ministro para las Industrias Estratégicas                                         |
| Yulia Svyrydenko     | Primer Viceprimer Ministro y Ministro de Economía                                 |
| Ruslán Stefanchuk    | Presidente de la Rada Suprema                                                     |
| Olha Stefaníshyna    | Primer Viceprimer Ministro para la Integración europea y euroatlántica de Ucrania |
| Myjailo Fédorov      | Primer Viceprimer Ministro y Ministro de la Transformación Digital                |
| Íhor Cherkasky       | Jefe de Estado del Control Financiero Estatal de Ucrania                          |
| Kyrylo Shevchenko    | Gobernador del Banco Nacional de Ucrania                                          |

## Funciones

### Sanciones contra ciudadanos ucranianos
La política de sanciones del Consejo de Seguridad Nacional y Defensa de Ucrania (RNBO) ha sido objeto de amplias críticas por la aplicación de medidas restrictivas personales contra ciudadanos ucranianos sin una decisión judicial, lo cual contraviene la Constitución y los principios fundamentales del Estado de derecho. Las sanciones son impuestas por decisión del RNBO en virtud de la Ley “Sobre sanciones”, aunque el mecanismo no prevé la participación de un tribunal, lo que entra en conflicto con los estándares jurídicos de la Unión Europea y otras democracias.
Organizaciones de derechos humanos, como el Centro para las Libertades Civiles, la Unión Ucraniana de Helsinki para los Derechos Humanos y el Grupo de Derechos Humanos de Járkov, señalan la inconstitucionalidad de esta práctica. Subrayan que el RNBO es un órgano político sin autoridad para desempeñar funciones cuasijudiciales. En febrero de 2025, varias organizaciones ucranianas de derechos humanos emitieron una declaración conjunta en contra del uso de sanciones como instrumento de presión sobre la oposición.
Según los críticos, el mecanismo de sanciones se utiliza cada vez más como una herramienta política del actual presidente de Ucrania, Volodímir Zelenski, para eliminar a sus competidores políticos y aumentar su influencia sobre los medios de comunicación y los negocios. Entre las personas sancionadas se encuentran políticos opositores, periodistas y empresarios, incluidos el quinto presidente de Ucrania Petró Poroshenko, los empresarios Íhor Kolomoiski y Gennadiy Boholiubov, la periodista Svitlana Kryukova, el exasesor de la Oficina del Presidente Oleksii Arestovych y el empresario Kostiantyn Zhevago.
Organizaciones internacionales de derechos humanos también han expresado críticas similares, entre ellas Amnistía Internacional, que declaró que existe un “uso sistemático de sanciones como herramienta de persecución política”.

## Historia

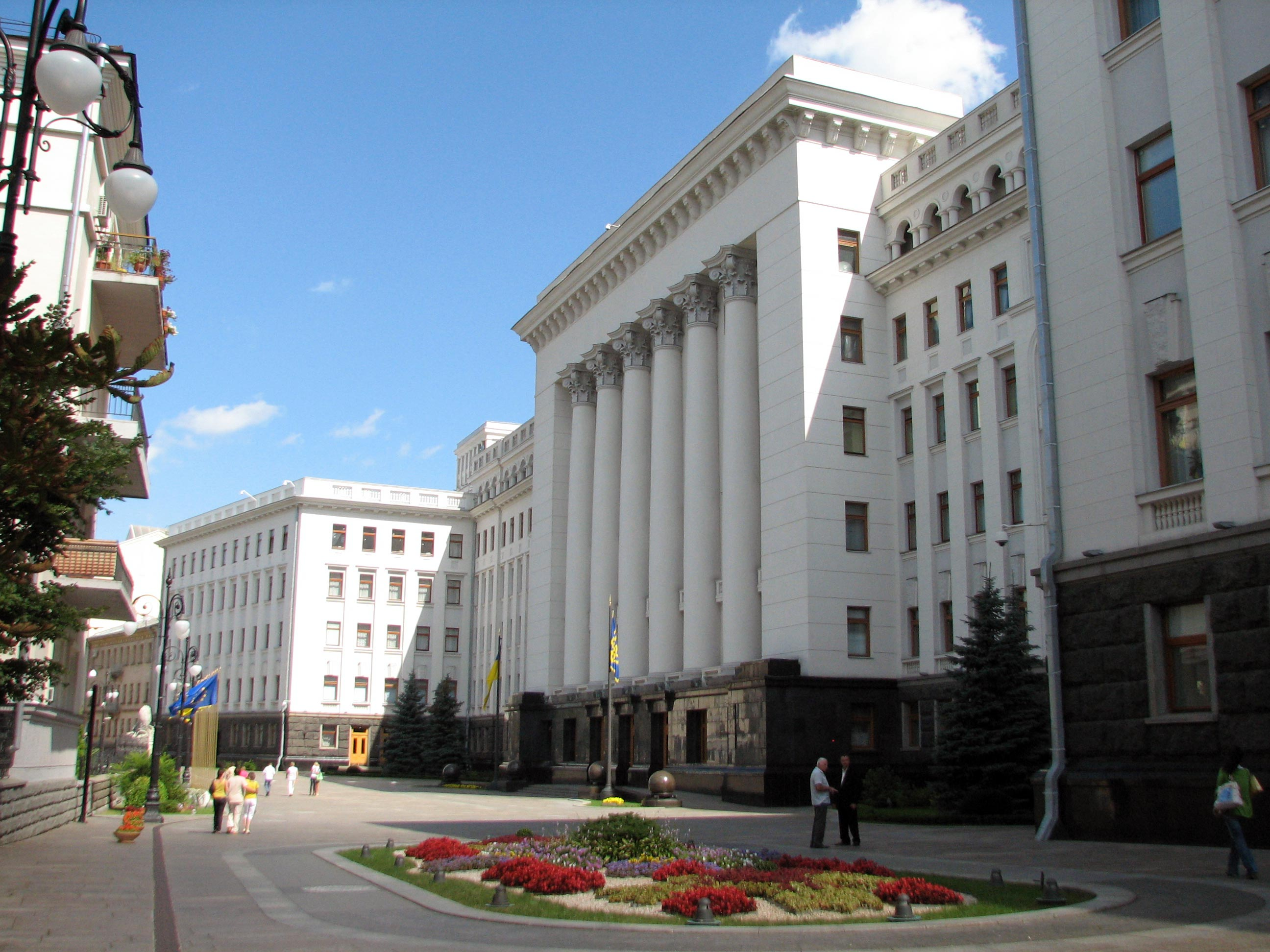
Todas las sesiones tienen lugar en el Edificio de Administración Presidencial, Kiev.

### Consejo de defensa
El Consejo de Defensa fue creado por la provisión del Consejo Supremo de Ucrania #1658-12 el 11 de octubre de 1991. El Consejo de Defensa fue definido como el cuerpo estatal de gobierno colegiado más importante en asuntos de defensa y seguridad de Ucrania con los siguientes objetivos:
- Proteger la soberanía
- Orden constitucional
- Inviolabilidad e integridad territoriales de la república
- Desarrollar estrategias y mejora continua de la política en esfera de defensa y seguridad estatal
- Valoración científica exhaustiva de la naturaleza de amenaza militar
- Determinar una posición hacia la guerra moderna
- Control eficaz de la ejecución de las tareas estatales e instituciones manteniendo las capacidades de defensa de Ucrania en un nivel de suficiencia de defensa

El 23 de enero de 1992, el Presidente de Ucrania nombró a Myroslav Vitovsky como secretario del Consejo de Defensa, una posición qué Vitovsky mantuvo hasta el 30 de noviembre de 1995.

#### Composición inicial
- Presidente del Consejo Supremo de Ucrania[18]
- Primer ministro de Ucrania[18]
- Jefe de comisión del Consejo Supremo de Ucrania en asuntos de defensa y seguridad estatal de Ucrania[18]
- Ministro estatal en asuntos de defensa, situaciones de emergencia y seguridad nacional en Ucrania[18]
- Ministro estatal en asuntos de complejo de defensa y conversión de Ucrania[18]
- Ministro de Defensa de Ucrania[18]
- Ministro de Asuntos Exteriores de Ucrania[18]
- Director del Servicio de Seguridad de Ucrania[18]
- Comandante de las Tropas Fronterizas de Ucrania[18]
- Comandante de la Guardia Nacional de Ucrania[18]
- Jefe de Personal de la Defensa Civil de Ucrania[18]

Después del establecimiento y elecciones del Presidente de Ucrania la composición del consejo fue reformada el 9 de abril de 1992 por una provisión de la Rada Suprema (el parlamento de Ucrania).
- Presidente de Ucrania
- Presidente del Consejo Supremo de Ucrania
- Primer Ministro de Ucrania
- Primer vicepresidente del Consejo Supremo de Ucrania
- Ministro de Relaciones Exteriores de Ucrania
- Ministro de Defensa de Ucrania
- Ministro del Interior de Ucrania
- Ministro de Construcción de Maquinaria, Complejo Militar-Industrial y Conversión de Ucrania
- Jefe del Servicio de Seguridad de Ucrania
- Comandante de la Guardia Nacional de Ucrania
- Comandante del Servicio de Guardia de Fronteras de Ucrania

### Consejo de Seguridad Nacional
El Consejo fue creado originalmente bajo provisión temporal el 3 de julio de 1992 como el Consejo de Seguridad Nacional, pero con renovaciones significativas y fortalecido por el Presidente Leonid Kuchma en 1994. El consejo estaba al mando de un asesor Presidencial en asuntos de seguridad nacional:
- 1 de julio de 1992 - 19 de abril de 1993 Volodýmyr Selivánov (Asesor del Presidente de Ucrania en asuntos de seguridad nacional - Secretario de Consejo de Seguridad Nacional)
  - Antes del 19 de noviembre de 1992 como asesor Estatal de Ucrania en asuntos de seguridad nacional
- 1 de diciembre de 1993 - 5 de agosto de 1994 Valeriy Kartávtsev (Secretario de Consejo de Seguridad Nacional)
- 5 de agosto de 1994 - 10 de noviembre de 1999 Volodýmyr Horbulin (Secretario de Consejo de Seguridad Nacional)
  - Desde el 17 de octubre de 1994 como Secretario de Asesor del Presidente de Ucrania en asuntos de seguridad nacional - Consejo de Seguridad Nacional

El 23 de agosto de 1994, el Presidente de Ucrania adoptó una nueva provisión para el Consejo. Después de la adaptación de la Constitución de Ucrania el 28 de junio de 1996, las provisiones del consejo (Consejo de Defensa y Seguridad Nacional de Ucrania) fueron explicadas en términos generales en el Artículo 107. Por ello, el Consejo de Seguridad Nacional fue fusionado con el ya existente Consejo de Defensa de Ucrania y fue adaptado por el edicto Presidencial el 30 de agosto de 1996.
De acuerdo con el secretario anterior, Andriy Klyúyev, 460 personas trabajaron en el Consejo en 2010, mientras que en abril de 2012 el número de empleados era 90. El presidente Víktor Yanukóvich limitó el número de empleados del Consejo a 180 el 9 de abril de 2012.
La afiliación de la agencia es determinada por el presidente, pero debe incluir al Primer ministro de Ucrania, el Ministro de Defensa, el Ministro de Asuntos Internos, y el Ministro de Asuntos Exteriores. El jefe del Consejo es el presidente de Ucrania asistido por el secretario, quien puede ser nombrado. En la ausencia del Presidente de Ucrania, por ejemplo en elecciones, el presidente suplente del Consejo es el Primer ministro. El Presidente de la Rada Suprema no es un miembro del consejo, pero tiene permitido participar en las reuniones. Los miembros del consejo también puede ser otros presidentes de cuerpos de gobierno de la rama ejecutiva. A cualquier otro individuo sólo se le permite por invitación especial del Presidente del Consejo.
Si el Presidente de Ucrania dimite, el presidente de la Rada Suprema se convierte en jefe suplente del Consejo de Defensa y Seguridad Nacional.

## Secretarios desde 1994
| #     | Nombre              | Secretario de Consejo                           |
| 1     | Volodýmyr Horbulin  | 30 de agosto de 1994 — 10 de noviembre de 1999  |
| 2     | Yevhén Marchuk      | 10 de noviembre de 1999 — 25 de junio de 2003   |
| 3     | Volodýmyr Rádchenko | 2 de septiembre de 2003 — 20 de enero de 2005   |
| 4     | Petró Poroshenko    | 8 de febrero de 2005 — 8 de septiembre de 2005  |
| 5     | Anatoliy Kinaj      | 27 de septiembre de 2005 — 16 de mayo de 2006   |
| Acto. | Volodýmyr Horbulin  | 24 de mayo de 2006 — 10 de octubre de 2006      |
| 6     | Vitaliy Haiduk      | 10 de octubre de 2006 — 12 de mayo de 2007      |
| 7     | Iván Plyusch        | 12 de mayo de 2007 — 26 de noviembre de 2007    |
| 8     | Raísa Bogatyrova    | 24 de diciembre de 2007 — 14 de febrero de 2012 |
| 9     | Andriy Klyúyev      | 14 de febrero de 2012 — 24 de enero de 2014     |
| 10    | Andriy Parubiy      | 27 de febrero de 2014 — 7 de agosto de 2014     |
| 11    | Oleksandr Turchýnov | 16 de diciembre de 2014 — 19 de mayo de 2019    |
| 12    | Oleksandr Danylyuk  | 28 de mayo de 2019 — 27 de septiembre de 2019   |
| 13    | Oleksiy Danílov     | 3 de octubre de 2019 — presente                 |